# Прем'є (Во)
Прем'є (фр. Premier) — громада  в Швейцарії в кантоні Во, округ Юра-Нор-Водуа.

## Географія
Громада розташована на відстані близько 85 км на захід від Берна, 24 км на північний захід від Лозанни.
Прем'є має площу 6,1 км², з яких на 3% дозволяється будівництво (житлове та будівництво доріг), 47,9% використовуються в сільськогосподарських цілях, 49,1% зайнято лісами, 0% не є продуктивними (річки, льодовики або гори).

## Демографія
2019 року в громаді мешкало 215 осіб (+13,8% порівняно з 2010 роком), іноземців було 9,8%. Густота населення становила 35 осіб/км².
За віковим діапазоном населення розподілялося таким чином: 20,9% — особи молодші 20 років, 54,4% — особи у віці 20—64 років, 24,7% — особи у віці 65 років та старші. Було 93 помешкань (у середньому 2,3 особи в помешканні).
Із загальної кількості 46 працюючих 26 було зайнятих в первинному секторі, 11 — в обробній промисловості, 9 — в галузі послуг.